# 残片
残片（英语：sherd，确切来讲是potsherd，在考古学中常特指陶器残片）通常是指历史或史前时期的陶器残片，但该术语偶尔也用于指代石头和玻璃器皿残片。 

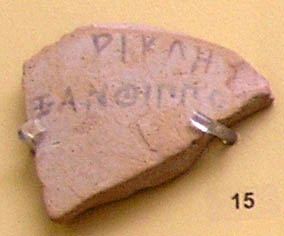
写有伯里克利名字的陶瓷残片，即陶片（约公元前444–443年，现藏于古雅典阿哥拉博物馆）

有时，一块破碎的陶器可能被称为碎片（shard）。 虽然拼写“碎片（shard）”通常用于指代玻璃器皿的残片，但该术语并不排除陶器残片。 词源与破损的概念有关，来自古英语的sceard ，还跟古挪威语的skarð （“缺口”）和中古高地德语的schart （“缺口”）有关。
通过在其上涂上或刻上文字来使用的残片可以更准确地称为陶片（英语：ostracon）。
由于残片的诊断特征优良且高度耐受自然破坏过程，考古学家便广泛的利用残片来分析和确定遗址年代并以此按年代先后排序。 对于考古学家来说，有价值的残片得带有如下特征：回火韧性、形状优良且带有釉面。 这些特征可用于确定该地所使用的资源和技术的种类。

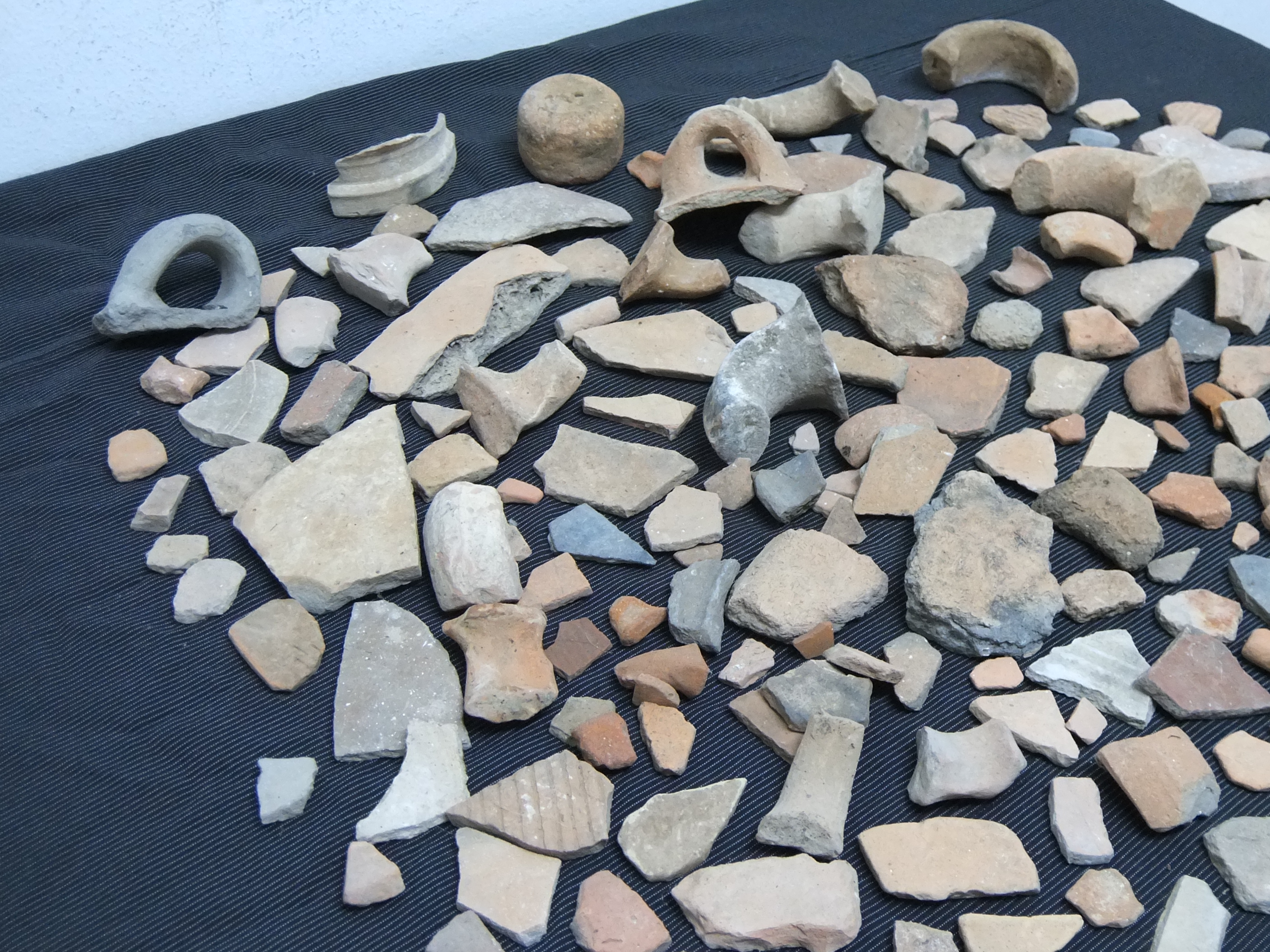
来自不同废墟的陶器残片和形态相似的石块

## 类型
考古学家经常根据残片所对应的器皿部分对残片进行分类。例如，残片可以分为边缘残片、器身残片和/或底部残片。边缘残片是器皿边缘的残片，而底部残片是器皿底部的残片。 器身残片是未被识别为边缘碎片或底部碎片的陶瓷残片。其他类别的残片可能还包括把手或盖子的残片。
虽然所有类型的残片都带有有价值的信息，但边缘残片和底部残片的信息量尤其的大，因为考古学家可以通过它们确定原始器皿的形状。